# Citrus × aurantiifolia
La limetta (Citrus × aurantiifolia (Christm.) Swingle, 1913) è un agrume della famiglia delle Rutacee. È un ibrido derivante dall'incrocio di C. hystrix e C. medica..
Il nome comune "limetta" indica anche la specie Citrus limetta Risso, che in Italia è coltivata principalmente in Calabria (dove è riconosciuto come Prodotto Agroalimentare Tradizionale (PAT), come anche il liquore da essa derivato), in Sicilia e in genere nell'Italia meridionale.
La specie Citrus × aurantiifolia è nota commercialmente anche coll'inglese lime, pronunciato /'laim/.
Questo agrume è usato per produrre bevande, liquori, profumi. Originario del sud-est asiatico e oggi diffuso in tutta l'area tropicale.

## Etimologia
Il termine Citrus è nome latino del cedro e del limone, dal greco κέδρος (kédros), cedro, e κίτρον (kítron), limone. 
Il termine specifico aurantiifolia significa "con foglie simili a quelle dell'arancio"
Il termine "limetta" è un diminutivo di "limone", che deriva dall'arabo laimun o lîma (ليمون), a sua volta derivato dal persiano laimú o laimún (لیمو); il termine arabo è arrivato tramite lo spagnolo lima o attraverso il provenzale limo /'limʌ/
Il termine commerciale lime condivide la stessa etimologia ed è di solito pronunciato all'inglese, anche se a volte è utilizzata la pronuncia francese: /'lim/.

## Descrizione

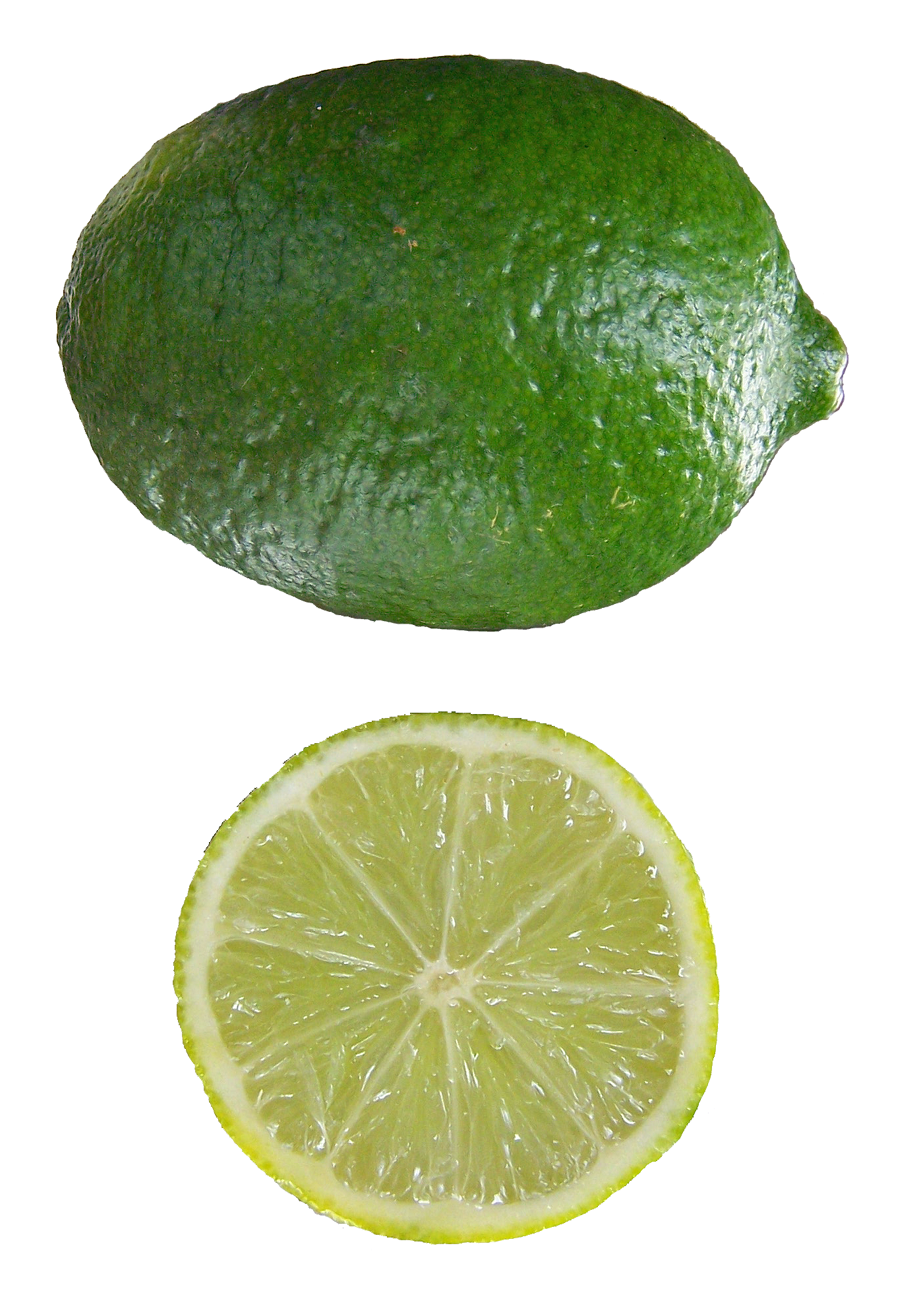

La limetta è un albero di 4-5 metri di altezza. I frutti sono piccoli, ovali o rotondi, dalla buccia sottile; per raggiungere un chilogrammo di peso ne servono una trentina. Se vengono lasciati a maturare sull'albero, assumono un colore giallo fino a leggermente arancio, ma solitamente vengono colti ancora verdi, quando offrono il massimo del gusto e sono più succosi. La polpa è profumatissima e molto agra, in quanto contiene fino al 6% di acido citrico. Può fruttificare tre volte all'anno.

## Distribuzione e habitat
A differenza di tutti gli altri Citrus, che sono piante subtropicali, la limetta preferisce il clima dei tropici. Ecco perché è l'unica pianta del suo genere quasi sconosciuta nel mar Mediterraneo (tranne che in Egitto e in Calabria). Le sue patrie sono la Malaysia e l'India, da cui veniva copiosamente esportata verso il Regno Unito per i fabbisogni del personale imbarcato in quanto creduto un rimedio equivalente al limone per la prevenzione dello scorbuto. A tutt'oggi una parte dei dock londinesi viene chiamata Limehouse ("casa della limetta"), a ricordo dei magazzini di questo frutto che vi si trovavano all'epoca. La scelta di sostituire la limetta al limone era dovuta al fatto che il limone doveva essere acquistato nell'Europa mediterranea, mentre la limetta arrivava dalle colonie del Regno Unito. Tuttavia la limetta contiene meno vitamina C del limone e i metodi con cui veniva distribuito ai marinai (il succo era conservato in recipienti di rame, che accelera la decomposizione della vitamina C) finivano per eliminarla completamente: il risultato fu il tragico ritorno di una malattia che si pensava debellata e un ritardo nell'individuazione della vera causa dello scorbuto.
Oggi la limetta viene coltivata principalmente nel Sudest asiatico, in Messico, nell'America Latina e nei Caraibi.

## Varietà
Negli USA se ne conoscono molte varietà, ma bisogna dire che si tratta perlopiù di errori nella denominazione, il che spesso crea un po' di confusione. La limetta originale è la Citrus x aurantifolia che i Portoghesi portarono in America nel sedicesimo secolo e da allora viene coltivata in Messico ed in Florida. Nel 1992 molte piantagioni furono irrimediabilmente distrutte dall'uragano Andrew.

## Coltivazione
La concimazione va fatta con concimi bilanciati nei macronutrienti e riccamente dotati di micronutrienti, come manganese e zinco.
Il periodo ottimale di somministrazione del concime coincide con la ripresa vegetativa, che avviene a fine inverno, con notevole anticipo rispetto all'inizio delle fioriture, per continuare poi ad intervalli regolari di 10-12 giorni.